# 基隆交通卡
基隆交通卡為基隆市公共汽車管理處所發行的非接觸式IC電子票卡，目前已經與悠遊卡整合，使用範圍為大台北地區、宜蘭縣、連江縣等，可使用悠遊卡的設備。

基隆交通卡-學生優待卡

## 簡介
基隆交通卡是類似悠遊卡的基隆市公車票證系統，與悠遊卡同一發卡公司（悠遊卡股份有限公司，前稱台北智慧卡票證公司）所製作。基隆交通卡自2004年7月1日開始發行，2005年正式取代傳統紙卡式的基隆市公車車票。

基隆悠遊卡-普通卡。上圖為正面，下圖為背面。

基隆交通卡已經於2007年9月1日與悠遊卡整合成功，新發行的卡片正面印上基隆市的風景圖案，背面樣式則與悠遊卡大致相同。持有基隆交通卡者，只要前往台北捷運各車站之自動加值機、基隆車站前的基隆市公車總站、或全家便利商店基隆市各店設定，即可與悠遊卡通用。2007年9月1日，停售基隆交通卡，並於當日起發行基隆悠遊卡。

## 卡片種類
- 普通卡
- 學生優待卡
- 特殊卡種（必須至基隆市各行政區的區公所申請）

1. 愛心卡
2. 敬老愛心卡
3. 敬老卡
4. 關懷卡
5. 關懷陪伴卡

## 使用方法

### 購卡
- 基隆市公車總站
- 全家便利商店

（目前基隆交通卡已經停售，上述地點只能購買基隆悠遊卡）

### 加值
基隆交通卡可加值金額上限為NT$10,000，可在以下地點加值：
全臺各縣市
- 統一超商、全家便利商店、萊爾富、OK便利店：不限金額，可零錢加值

臺北市、新北市
- 臺北車站悠遊卡客服中心、臺北捷運各車站、臺灣鐵路股份有限公司（五堵－鶯歌）各車站、部分停車場、便利商店（統一超商、全家便利商店、萊爾富、OK便利店）、台北市立聯合醫院（中興、林森院區）、新北市立聯合醫院（三重、板橋院區）：以NT$100為單位
- 統聯客運（臺北轉運站、三重重陽站）、國光客運：以NT$200起

基隆市
- 基隆市公車總站、臺灣鐵路股份有限公司（基隆－百福）各車站、便利商店（統一超商、全家便利商店、萊爾富、OK便利店）：以NT$100為單位

桃園市
- 臺灣鐵路股份有限公司（桃園－富岡）各車站、便利商店（統一超商、全家便利商店、萊爾富、OK便利店）：以NT$100為單位

臺中市
- 悠遊卡臺中客服中心、便利商店（統一超商、全家便利商店、萊爾富、OK便利店）：以NT$100為單位
- 統聯客運（朝馬站、中港轉運站）：以NT$200起

宜蘭縣
- 冬山河親水公園、武荖坑風景區、便利商店（統一超商、全家便利商店、萊爾富、OK便利店）：以NT$100為單位
- 首都客運（礁溪站、宜蘭站及羅東站）：以NT$500為單位

連江縣
- 連江縣交通局票卡服務中心、各鄉乘船售票處、統一超商：以NT$100為單位

### 代墊功能
每張悠遊卡押金為NT$100，卡內餘額為0元以上即可正常交易，該次交易只要差額不大於押金NT$100（公路客運則不大於押金NT$60），可以在毋須加值的情況下，悠遊卡將會使用代墊功能進行該次交易，適用範圍包括台北市聯營公車、台北縣縣轄公車、基隆市公車、宜蘭縣縣轄公車、台北捷運、公路客運、部分國道客運。

### 交易過程
乘客於搭乘公車時使用基隆交通卡，只需輕觸公車上自動扣款機上的感應區，即可迅速完成交易，免除準備零錢及攜帶多種車票的困擾。

## 使用範圍
同悠遊卡，但不具證件功能

## 歷史
- 2004年7月1日，基隆市公車處與台北智慧卡公司合作，發行基隆交通卡。
- 2005年，基隆交通卡正式取代基隆市公車原有紙卡車票。
- 2007年9月1日，與悠遊卡整合成功，基隆交通卡停止發售，改為基隆悠遊卡。

（以下參照悠遊卡歷史）

## 外部連結
- 基隆市公共汽車管理處 （页面存档备份，存于）
- 悠遊卡股份有限公司 （页面存档备份，存于）